# 乌蒂机场
乌蒂机场（芬蘭語：Utin lentoasema，IATA：UTI，ICAO：EFUT），是芬兰的一座军用机场，位于芬兰南部的科沃拉。该机场于1918年4月2日启用。